# 朱雲峰
朱雲峰（1991年5月23日—），本名朱建峰，藝名云峰。因为兒時有小雀斑，圓呼呼的臉長得像带芝麻的燒餅，而被師父郭德綱賜藝名燒餅。

## 经历
朱雲峰于2004年拜师成为“云”字科成员，現為德云五队隊長，搭檔是曹鹤陽。
- 曾學習雜技，後随快板演员來寶剛學習快板。
- 2006年7月15日 開始與搭檔曹鹤陽合作演出。
- 2013年12月20日 参加郭德纲“亲子爱徒”相声大会。
- 2015年 與搭檔曹鶴陽獲得《笑傲江湖第二季》季軍。
- 2018年10月19日 朱雲峰结婚，婚禮現場由孟鶴堂擔任主持，師父郭德綱到場致詞，于謙送紅包，伴郎則分别有郭麒麟、陶雲聖。[1]
- 2021年 1月 的知乎首个情景式剧场晚会“答案奇遇夜”中，德云社“云鹤九霄”四科代表朱雲峰、孟鹤堂、周九良和郭霄汉，出演情景剧《如果德云社是魔法学校》。[2]
- 2021年7月21日，因河南暴雨引發嚴重洪災，向鄭州市紅十字會捐款20萬人民幣

## 演出相關

#### 電影
| 上映年份 | 片名               | 角色 | 備註 |
| 2018年   | 《我说的都是真的》 | 馬雙 |      |

#### 电视劇
| 首播年份 | 播出平台 | 節目名稱     | 角色       | 備註 |
| 2022年   | 愛奇藝   | 《瓦舍江湖》 | 驃騎大將軍 | 客串 |

#### 常駐综艺
| 首播日期 | 首播日期              | 電視臺   | 節目名稱             | 備註                   |
| 2015年   | 1月27日               | 东方卫视 | 《笑傲江湖第二季》   | 選手                   |
| 2016年   | 4月22日               | 东方卫视 | 《笑傲幫》           | 選手                   |
| 2020年   | 1月26日               | 东方卫视 | 《欢乐喜剧人第六季》 | 選手                   |
| 2020年   | 8月27日-10月30日      | 騰訊視頻 | 《德云鬥笑社第一季》 |                        |
| 2020年   | 12月5日-2021年2月27日 | 優酷     | 《追光吧！哥哥》     | 學員                   |
| 2021年   | 2月12日               | 金鷹卡通 | 《愛上幼兒園》       |                        |
| 2021年   | 8月20日-10月24日      | 騰訊視頻 | 《德云鬥笑社第二季》 |                        |
| 2021年   | 9月10日-11月12日      | 優酷視頻 | 《“拳”力以赴的我们》 | 第二賽段因工作原因退賽 |

## 音樂作品

### EP
| 发行日期 | 发行日期 | 專輯名稱    | 曲目                                        | 备注 |
| 2022     | 6月25日  | 《大𝐧á𝐧孩》 | 《就是宅》、《霓虹燈下的女孩》、《對 沒錯》 |      |

### 单曲
| 发行日期 | 发行日期 | 歌曲名称        | 备注                                             |
| 2019年   | 12月30日 | 《没做完的夢》  | 與曹鶴陽共同獻唱                                 |
| 2020年   | 12月11日 | 《傻傻笑》      | 與段奧娟、孟鶴堂、曹鶴陽、尚九熙、周九良共同獻唱 |
| 2022年   | 2月11日  | 《情人節cry了》 | 與張鶴倫共同獻唱                                 |
| 2022年   | 6月1日   | 《端午節的歌》  | 與曹鶴陽共同獻唱                                 |

## 外部連結
- 朱雲峰的新浪微博
- 朱雲峰的Instagram帳戶

| 从师   | 辈分   | 收徒   |
| 郭德纲 | 第九代 | 蘇筱春 |